# Дравски национален парк
Дравският национален парк (на полски: Drawieński Park Narodowy) е един от 23-те национални парка в Полша. Разположен е в северозападната част на страната, на територията на три войводства – Любушко, Западнопоморско и Великополско. Обхваща средната част на Дравската гора. Парковата администрация се намира в град Дравно.
Създаден е на 1 май 1990 година, с наредба на Министерския съвет от 10 април същата година. Първоначално заема площ от 8 691,50 хектара. През 1996 година територията му е увеличена до 11 018,82 хектара и е създадена буферна зона с площ 35 590 хектара. В 1998 година територията му става 11 341,97 хектара.

## Фотогалерия
- Река „Плочѝчна“
- Езеро „Чарне“
- Село Островѝте
- Канал „Глухи“
- Островешкото езеро